# Megacoelus gustavi
Megacoelus gustavi là một loài bọ cánh cứng trong họ Cerambycidae.